# Takayuki Katō (Musiker)
Takayuki Katō (jap. 加藤 崇之, Katō Takayuki; * 31. Januar 1955 in der Präfektur Tokio) ist ein japanischer Jazzmusiker (Gitarre).
Takayuki Katō hatte Gitarrenunterricht bei Ikuo Shiozaki und spielte ab den 1970er-Jahren in der japanischen Jazzszene; erste Aufnahmen entstanden 1978 mit der Formation The Burning Men (Album Burning Super Session,  mit Tsuyoshi Yamamoto, Mikio Masuda, Kazumasa Akiyama, Isao Suzuki, Eiji Kishida, Tamami Koyake, Tatsuya Yokoyama und Eri Ōno). In den folgenden Jahren arbeitete er u. a. mit Isao Suzuki, Itaru Oki, Natsuki Tamura, Shigeharu Mukai und Yoshiyuki Yamanaka. Ab den 1990er-Jahren arbeitete er in verschiedenen Jazz- und Improvisationsprojekten auch mit Shuichi Enomoto, Natsuki Tamura, Elliott Sharp, Heinz Geisser, Satoko Fujii, Norikatsu Koreyasu und Uchihashi Kazuhisa.
Im Jahr 1989 spielte Katō unter eigenem Namen in seinem Trio (mit Norikatsu Koreyasu, Nobuo Fujii sowie Hideto Kanai als Gastmusiker) das Album Guitar Music ein, gefolgt von Guitar Standards (Three Blind Mice); auf letzterem spielte er neben Jazztiteln wie Chick Coreas „What Was“ und Thelonious Monks „Straight No Chaser“ auch Eigenkompositionen. Im Bereich des Jazz listet ihn Tom Lord zwischen 1978 und 2009 bei 37 Aufnahmesessions. In späteren Jahren trat er u. a. mit Katsuyuki Itakura, Naoko Kitazawa und  Nobuyasu Furuya auf.

## Diskographische Hinweise
- Akemi Shumi Taku & Takayuki Kato: Yume (1991)
- Natsuki Tamura, Elliott Sharp, Takayuki Kato,  Natsuki Tamura + Elliott Sharp + Takayuki Kato + Satoko Fujii – In the Tank (Libra, 2005)
- Heinz Geisser, Eiichi Hayashi, Takayuki Kato, Yuki Saga: On Bashamichi Avenue (Leo Records, 2010)
- Norikatsu Koreyasu, Shoomy Akemi Taku, Takayuki Katō: Yukkuri Yumemi (ゆっくり夢見; Kitakara Records, 2010)
- Uchihashi Kazuhisa, Takayuki Kato: Duo (2011)